# Володин, Юрий Васильевич
Ю́рий Васи́льевич Воло́дин (5 января 1930, Щербинино, Ступинский район, Московская область, СССР — 25 августа 2006, Щербинино, Россия) — советский футболист, хоккеист, нападающий. Мастер спорта СССР (1954), Заслуженный тренер РСФСР (1989).

## Карьера
В 1949 и 1950 годах Володин был в составе клубной команды московского «Динамо». В 1952 играл за ВВС в чемпионате СССР, где провёл 3 матча. Затем два года Юрий выступал за ленинградский «Зенит». 28 июля 1953 года во встрече с харьковским «Локомотивом» он сделал хет-трик, матч завершился со счётом 5:2. В 1955 Володин сыграл 4 матча в чемпионате за «Динамо» и 1 в Кубке. Семнадцатого апреля, в первой встрече с куйбышевскими «Крыльями Советов» он забил гол. В следующем своём матче Юрий вновь поразил ворота соперника. Благодаря его дублю в игре Кубка СССР с «Трудовыми резервами» из Ленинграда, «Динамо» одержало победу 2:0. В последней игре за бело-голубых Юрий на 84-й минуте при счёте 1:0 в пользу «Торпедо» забил гол и помог своему клубу взять одно очко.
В 1956 Володин играл в Ленинграде, а завершил карьеру через год в днепродзержинском «Химике».
В 1957—1990 работал тренером, старшим тренером по футболу в МГСК «Локомотив».